# ضحى عاصي
ضحى مصطفى عاصي هي أديبة وروائية مصريّة صدرت لها عددٌ من الدراسات والكتب لعلَّ أبرزها كتاب «محاكمة مبارك بشهادة السيدة نفيسة» الذي اعتُبر بمثابة دراسة للشعب المصري ولطلباته عام 2012 وما قبلها، كما صدر لها رواية «104 القاهرة»   فضلًا عن كتب وروايات ودراسات أخرى وعشرات المقالات البحثيّة وغيرها، فهي متخصصة في التاريخ المصري وباحثة في التراث، تنتمي أصولها لمدينة المنصورة؛ صدرت لها عدة مجموعات قصصية وروايات تم ترجمتها إلى العديد من اللغات الأجنبية. خاضت انتخابات مجلس النواب عام 2020  ضمن تحالف الكتلة الوطنية من أجل مصر الذي يضم 12 حزباً وهي ترفع شعار «الثقافة حق للجميع».

## النشأة والتعليم
ولدت ضحى عاصي في 22 يونيو عام 1970 في قرية بساط كريم الدين، مركز شربين، محافظة الدقهلية. التحقت بمدارس الفرنسيسكان وأنهت دراستها الثانوية في المنصورة ثم سافرت إلى الاتحاد السوفيتي لاستكمال دراستها الجامعية، وكان والدها من أشد أنصار التعليم، وأصّر على تقديم الدعم الكافي لتعليم أولاده.
كان والدها الشيخ "مصطفي عاصي" أحد رموز التيار اليساري المصري، وهو أحد مؤسسي حزب التجمع الوطني التقدمي الوحدوي، والذي تم إنشاؤه في أعقاب عودة الأحزاب السياسية، وحل «الاتحاد الاشتراكي العربي» الذي كان يمثل الحزب السياسي الوحيد في مصر سنة 1976، والتي أطلق عليها الرئيس الراحل أنور السادات في ذلك الوقت اسم "المنابر". تأسس الحزب على كاهل مجموعة من أصحاب التوجهات اليسارية بصفة عامة، منهم الاشتراكيون والشيوعيون والناصريون والقوميون وبعض الليبراليون، غير أن الشيوعيين كانوا كذلك في قلب المجموعة الداعية لإنشاء الحزب.
كان الشيخ الراحل من أبرز المعارضين للرئيس الراحل، وأُطلق عليه في تلك الفترة اسم "الشيخ الأحمر"، وكان غريبًا أن يقوم واحد من مشايخ الأزهر باعتناق الأفكار اليسارية، لذلك كان السادات -وسط انتقاده للتيار اليساري- يقول عنه «حتى الشيخ بتاعهم اسمه عاصي». واجه الأب الكثير من الاضطهاد والتنكيل، بلغ ذروته عندما تم اعتقاله ضمن عدد ضخم من السياسيين والنشطاء المصريين فيما عُرف بـاعتقالات سبتمبر، عندما ألقى الرئيس الراحل كافة مُعارضيه تقريبًا في السجن، والذين تم الإفراج عنهم في أعقاب اغتياله خلال العرض العسكري بمناسبة ذكرى انتصارات أكتوبر 1973، وذلك عبر بادر حُسن نوايا قدمها الرئيس الجديد -آنذاك- حسني مبارك.
أثّر هذا المناخ المليء بالزخم والأحداث على الطفلة التي كانت تبلغ وقت اعتقال أبيها أحد عشر عامًا، وكان له أثر على كتاباتها وعلى مشروعها الأدبي والروائي فيما بعد، حيث استمدت منه احترام الذات وضرورة التعبير عن الرأي بحرية، وعرفت مدى أهمية التعليم والثقافة وتأثيرهم على الفرد والمجتمع؛ كما شجعها أيضًا والدها على دراسة اللغات، فصارت تجيد الإنجليزية والروسية والفرنسية وقليل من الإيطالية.

## الشهادات الدراسية
حصلت "ضحى عاصي" على دبلوم اللغة الروسية من معهد بوشكين بجامعة موسكو بتقدير امتياز، ودرست بمعهد الطب الأول في موسكو «سيتشنافا»، ثم ما لبثت وأن عادت إلى مصر لتحصل أيضًا على بكالوريوس سياحة وفنادق قسم الإرشاد السياحي لغة إنجليزية –فرنسية من جامعه حلوان، وبعدها استكملت دراستها العليا، فحصلت على دبلومة النقد الفني من المعهد العالي للنقد الفني بأكاديمية الفنون، دبلومة الفنون الشعبية من المعهد العالي للفنون الشعبية بأكاديمية الفنون، وأخيرًا دبلومة التراث العربي المسيحي من كلية اللاهوت الإنجيلية. 

## المسيرة المهنيّة
نشرت ضحى عاصي عشرات الكتب والروايات لعلَّ أبرزها رواية «104 القاهرة» عن بيت الياسمين للنشر والتوزيع. اعتُبرت هذه الرواية من قِبل النقاد عملًا إبداعيًا رائعًا تميَّز بحيوية السرد. قدمت الكاتبة في هذه الرواية لوحة اجتماعية شديدة التشابك والكثافة بحيثُ تكتشفُ وتحرّك الحياة الاجتماعية المصرية منذ خمسينيات القرن الماضي وحتى العقد الأول من القرن الحالي، وتصهر ثقافات الأولياء والمتصوفة مع عالم الحكمة والفلسفة اليونانية والغناء ووصفات السحر الشعبي وغير ذلك. نشرت أيضًا رواية "غيوم فرنسية" عن دار ابن رشد وهي الرواية التي قصّة فحول الجاموس التي أخرجها يعقوب من مَعاصرِه ومعاصِر غيره للزيت والسيرج فهاجت، ثمّ حصرها بين قوتين من العسكر، عندما تم رشق أجسامها بأسنة الرماح تزاحمت وتدافعت على البوابة، تزحزحت الأحجار التي وضعها الثائرون الذين هجموا على شارع القبيلة وسوق النصارى من نقطة كانت مهملة، ودخلوا درب الجنينة، أغلق الثائرون البوابة ووضعوا وراءها أحجارًا، انفتحت البوابة بتدافع الجاموس، فدخل العسكر (الفرنسيون) وقبضوا على الثائرين.
أصدرت عاصي رواية "سعادة السوبر ماركت" عن دار ميريت للنشر والمعلومات، وقد تناولت في هذه الرواية قصّة رومانسيّة بطلها الشاب "أيمن" الذي اقتربَ من محبوبتهِ وأخذ يرقص معها مغنيًا أغنية I will survive، بنيّة التعرف على المحبوبة وربط علاقة معها. بالعودة لعام 2012 أي بعد عامٍ واحدٍ تقريبًا من اندلاع ثورة 25 يناير في مصر، نشرت ضحى عاصي كتابًا لها بعنوان "محاكمة مبارك بشهادة السيدة نفيسة" عن دار نهضة مصر للطباعة والنشر في 112 صفحة تقريبًا. كان الهدفُ من الكتاب – كما ذكرت ضحى في أحدِ لقاءاتها الصحفيّة – مشروع دراسة اجتماعية أثروبولوجية يهدفُ إلى رصد التغيرات التي طرأت على المجتمع المصرى من خلال قراءةٍ في الرسائل التي يضعها الناس في أضرحة الأولياء سواءً أكانت تغيرات في الوعي أو الاحتياجات أو طبيعة المشكلات. نجح الكتابُ إلى حدٍ ما – حسب النقاد – في توضيح التغيرات التي طرأت على المصريين خلال خمسين عامًا، بل أدركت الكاتبة أن هذه الرسائل تحملُ في طياتها دليل إدانة لنظام الرئيس السابق حسني مبارك، فأغلبُ الطلبات لم تكن طلبات قدرية بقدر ما كانت طلبات تدلُّ على عجز الدولة على الوفاء بالتزاماتها الأساسية تجاه المواطن المصري.
أسست وشاركت في تأسيس العديد من المراكز الثقافية منها مركز أبجدية الثقافي بوسط البلد بالقاهرة 2011-2014، ومركز شبابيك الثقافي بالمقطم بالقاهرة 2012 - 2014. 

## آراء
لا تحبذ ضحى الجواب عن سؤال "أفضل كتاب قرأتها" لما تقول أنها تتعامل مع كل كتاب بنهم شديد، ومن ذلك فقد نالت سيرة ذاتية عن قسٍ يُدعى "لارون كابودج" إعجابها، وهو قسٌّ فلسطيني كان يعيشُ في فترة السبعينيات، وكان يستغلُّ عمله كمطران للقدس في نقل أسلحة للمقاومة الفلسطينية عبر سيارته إلى أن انكشف أمره في النهاية. بخصوص المواضيع التي تكتب فيها أو عنها، تقول "ضحى" أنّ كل الموضوعات تمثل للكاتب تحديًا كبيرًا، بما في ذلك «التابوهات» والحديث هنا ثلاثيّة «الدين والجنس والسياسة»، ومع ذلك فعاصي تُحاول – حسب قولها – التدرب على كتابة كل الأشكال الأدبية.
تنجذبُ عاصي للأدب الروسي بكلّ كتابه وخاصّة فيودور دوستوفسكي وأنطوان تشيخوف الذين قرأت لهما منذ طفولتها، هو ما انعكس على كتاباتها كما أكّدت لموقع البوابة نيوز المصري، كما تميلُ من ناحيّة الكتاب العرب لمدرسة يوسف إدريس، ويحيى الطاهر عبد الله.

## قائمة أعمالها
قائمة بأعمال ضحى عاصي:
- غيوم فرنسيّة[33][34]
- سعادة السوبر ماركت[35]
- 104 القاهرة[36]
- محاكمة مبارك [37]
- فنجان قهوة [38]